# Loxomima imitans
Loxomima imitans là một loài bướm đêm thuộc phân họ Arctiinae, họ Erebidae.